# غوستاف كون (موزع)
غوستاف كوهن (بالألمانية: Gustav Kuhn)‏ (و. 1947  م) هو موزع (موسيقى)، وملحن، ومدرس، وموسيقي نمساوي.

## وصلات خارجية
- غوستاف كوهن على موقع IMDb (الإنجليزية)
- غوستاف كوهن على موقع ميوزك برينز (الإنجليزية)
- غوستاف كوهن على موقع أول ميوزيك (الإنجليزية)
- غوستاف كوهن على موقع ديسكوغز (الإنجليزية)
- غوستاف كوهن على موقع قاعدة بيانات الفيلم (الإنجليزية)

- غوستاف كون في قاعدة بيانات الأفلام على الإنترنت